# Trinity (ancienne circonscription fédérale)
Pour les articles homonymes, voir Trinity.
Circonscription électorale fédérale du Canada
Trinity est une circonscription électorale fédérale de l'Ontario, représentée de 1935 à 1988. 
La circonscription de Trinity est créée en 1933 avec des portions de Toronto-Nord-Ouest, Toronto-Ouest-Centre et Toronto-Sud. Abolie en 1987, elle est fusionnée avec Spadina pour former Trinity—Spadina et aussi la partie ouest de la circonscription de Davenport.

## Géographie
En 1933, la circonscription de Trinity est située dans le secteur torontois des rues Bathurst et de l'avenue Atlantic.

## Historique
| Législature                                                              | Années                                                                   | Député                                                                   | Député                                                                   | Parti                                                                    |
| Trinity issue de Toronto-Nord-Ouest, Toronto-Ouest-Centre et Toronto-Sud | Trinity issue de Toronto-Nord-Ouest, Toronto-Ouest-Centre et Toronto-Sud | Trinity issue de Toronto-Nord-Ouest, Toronto-Ouest-Centre et Toronto-Sud | Trinity issue de Toronto-Nord-Ouest, Toronto-Ouest-Centre et Toronto-Sud | Trinity issue de Toronto-Nord-Ouest, Toronto-Ouest-Centre et Toronto-Sud |
| ------------------------------------------------------------------------ | ------------------------------------------------------------------------ | ------------------------------------------------------------------------ | ------------------------------------------------------------------------ | ------------------------------------------------------------------------ |
| 18e                                                                      | 1935–1940                                                                |                                                                          | Hugh Plaxton                                                             | Libéral                                                                  |
| 19e                                                                      | 1940–1945                                                                | Arthur Roebuck                                                           |                                                                          | Libéral                                                                  |
| 20e                                                                      | 1945–1949                                                                |                                                                          | Larry Skey                                                               | Progressiste-conservateur                                                |
| 21e                                                                      | 1949–1953                                                                |                                                                          | Lionel Conacher                                                          | Libéral                                                                  |
| 22e                                                                      | 1953–1954                                                                |                                                                          | Lionel Conacher                                                          | Libéral                                                                  |
| 22e                                                                      | 1954-1957                                                                | Donald Carrick                                                           |                                                                          | Libéral                                                                  |
| 23e                                                                      | 1957–1958                                                                | Stanley Haidasz                                                          |                                                                          | Libéral                                                                  |
| 24e                                                                      | 1958–1958                                                                |                                                                          | Edward Lockyer                                                           | Progressiste-conservateur                                                |
| 24e                                                                      | 1958-1962                                                                |                                                                          | Paul Hellyer                                                             | Libéral                                                                  |
| 25e                                                                      | 1962–1963                                                                |                                                                          | Paul Hellyer                                                             | Libéral                                                                  |
| 26e                                                                      | 1963–1965                                                                |                                                                          | Paul Hellyer                                                             | Libéral                                                                  |
| 27e                                                                      | 1965–1968                                                                |                                                                          | Paul Hellyer                                                             | Libéral                                                                  |
| 28e                                                                      | 1968–1971                                                                |                                                                          | Paul Hellyer                                                             | Libéral                                                                  |
| 28e                                                                      | 1971-1972                                                                |                                                                          | Paul Hellyer                                                             | Indépendant                                                              |
| 29e                                                                      | 1972–1974                                                                |                                                                          | Paul Hellyer                                                             | Progressiste-conservateur                                                |
| 30e                                                                      | 1974–1979                                                                |                                                                          | Aideen Nicholson                                                         | Libéral                                                                  |
| 31e                                                                      | 1979–1980                                                                |                                                                          | Aideen Nicholson                                                         | Libéral                                                                  |
| 32e                                                                      | 1980–1984                                                                |                                                                          | Aideen Nicholson                                                         | Libéral                                                                  |
| 33e                                                                      | 1984–1988                                                                |                                                                          | Aideen Nicholson                                                         | Libéral                                                                  |
| Circonscription abolie dans Trinity—Spadina et Davenport                 |                                                                          |                                                                          |                                                                          |                                                                          |